# ملاية (لقب)
الملاية مؤنث "ملّا"، وظيفة شعبية عراقية حسب المذهب الشيعي تعني النائحة التي تصف وتعدد خصائص الميت وصفاته الحميدة وتنوح عليه في المآتم وتتميز المُلّايَة العراقية عن بقية النَدّابات بأنها تخصص جزء من الندابة لرثاء الامام الحسين بن علي.

## اصل الكلمة
مُلا، والملا في اللهجة العراقية الدارجة تعني رجل دين، وهي أساساً كانت تطلق على كل من ي.

## وظيفة الملاية
وظيفة الملاية على علاقة بوظيفة (العدادة) التي تعني الندابة النائحة التي تصف وتعدد خصائص الميت وصفاته الحميدة وتنوح علية في المآتم النسائية كذلك (القوالة) التي هي المرأة التي تقول الشعر وتنشده في المآتم والافراح وبخاصة الابوذيات والهوسات.تقريبا في تقاليد وميراثات جميع الشعوب هناك (ندابات)لرثاء الموتى لكن الملاية العراقية تتميز عن باقي الندابات بأن دورها ديني وليش اجتماعي فقط حيث ان الميزة الأساسية لوظيفة الملاية انها متخصصة بالندب والرثاء على الشهيد الامام الحسين (ع) وباقي شهداء واقعة كربلاء.أي ان وضيفتها أساساً دينية بالإضافة إلى وظيفتها الاجتماعية والثقافية.فهي ثقافياً، لانها تتقن القراءة والكتابة لكي تتمكن من قراءة (قصة المقتل) ومايتعلق بها من اشعار واقوال بالإضافة إلى انها تلعب دوراً اجتماعياً متميزاً ومحترماً (شبه مقدس) بين نساء الحارة.
يبدو أن وظيفة الملاية لها ارتباط مباشر بالندابات الدينيات في العراق القديم اللواتي كن متخصصات بالبكاء على تموز (اله الذكورة والخصب) بعد موته في كل عام في أول شهر تموز خلال العشرة أيام الأولى منه حيث يغيب في العالم السفلي مع انتشار الحرارة والجفاف في ربوع النهرين ويعود هذا الاله في أول الربيع في شهر نيسان نيشانو الذي يصادف في (21أذآر) حيث يعتبر اليوم الأول من السنة الجديدة حسب التقويم العراقي الجديد.وقد انتقل هذا العيد الربيعي إلى باقي الشعوب في المنطقة وقد تبناه الإيرانيون بعد احتلالهم ل (بابل) في القرن السادس قبل الميلاد واطلقوا عليه تسمية نيروز أي (اليوم الجديد) وهي ترجمة مقاربة لتسميتة العراقية القديمة حجتو أي يوم الحج والتجديد.